# Maimundis
Maimundis (oder Maimundiz; persisch میمون دز Maymūn-Diz oder میمون دژ Maymūn-Dizh) war eine Residenzfestung der Nizariten (auch „Assassinen“). Ihre Lokalisierung ist umstritten, aber sie wurde in der Nähe der Hauptfestung Alamut gegründet.

## Lage
Die Lokalisierung der Festung ist umstritten. Historiker haben verschiedene Hypothesen aufgestellt, einschließlich Burg Alamut, Burg Navisar-Schah, Burg Schirkuh, Burg Schahrak, und Schams-Kalaye-Höhle. Laut Enayatollah Madschidi (2005) befindet sich Maimundis auf dem Berg Schatan (کوه شاتان Kūh-e Schātān; Lage) in der Nähe des Berges Choschk-Tschal.

## Geschichte
Die Entstehungszeit der Festung ist ebenfalls umstritten: 1097 (laut Dschāmiʿ at-tawārīch), 1103 (laut Kaschani in seinem Zubdat at-Tawarich), April 1126 oder 1211–1255 (laut Tarich-i Dschahanguschay) werden genannt.
Maimundis war eine Höhlenburg, die an der Kante einer senkrecht abfallenden Felswand lag. Ihre Schutzwälle waren aus Kies und Gips.
Am 19. November 1256, während des Feldzugs Hülegüs gegen die Nizariten, übergab Rukn ad-Din Churschah die Festung, die die Mongolen zerstörten.
Der Naturwissenschaftler und schiitische Theologe Nasir ad-Din at-Tusi verbrachte einige Zeit in dem Anwesen, während er auf Seiten der Mongolen gegen die Nizariten kämpfte.